# アミラン・ガムクレリゼ
アミラン・グリゴリス・ゼ・ガムクレリゼ（グルジア語: ამირან გრიგოლის ძე გამყრელიძე、グルジア語ラテン翻字: Amiran Grigolis dze Gamkrelidze、1951年1月24日 – ）は、ジョージアの医師、医学者。2001年12月から2003年11月まで保健大臣を務めた。
国立疾病管理公衆衛生センター所長、ジョージア大学正教授、欧州アレルギー臨床免疫学会員、在ジョージア世界保健機関プログラムコーディネーター、医学博士。

## 生涯
1951年1月24日にトビリシで誕生。トビリシ公立第四学校で学び、1974年にトビリシ国立医科大学を卒業。
1974年から2001年までトビリシ国立医科大学に勤務。1978年にトビリシ国立医科大学のアレルギー学部長に就任。その後、トビリシ国立医科大学の臨床実験医学研究所で、1988年から1996年まで疫学・免疫遺伝学部長、1991年から1996年までアレルギー疾患疫学・免疫遺伝学研究部長。
1994年、ジョージア保健省諮問委員会会長および保健省理事会の理事に就任。1995年から1997年まで国立健康管理センター所長。1995年から1997年まで保健省次官。1997年から2001年まで保健省第一次官、2001年から2004年まで保健大臣。2013年2月7日、国立疾病管理公衆衛生センター所長に就任。
ガムクレリゼは医療組織、医学教育、現在の科学的課題、そしてジョージアの健康促進に関する論文を発表している。2002年、
小児糖尿病協会は、ジョージアに住む糖尿病の子供への優れたケアと支援を評価したゴールドメダル賞を、ガムクレリゼに授与した。